# Brestot
Brestot település Franciaországban, Eure megyében. Lakosainak száma 636 fő (2022. január 1.). Brestot Appeville-Annebault, Cauverville-en-Roumois, Étréville, Éturqueraye, Illeville-sur-Montfort és Rougemontiers községekkel határos.

## Népesség
A település népességének változása:
| Lakosok száma | 267  | 337  | 424  | 458  | 518  | 553  | 596  | 627  | 652  | 636  |
|               | 1968 | 1982 | 1990 | 2006 | 2013 | 2015 | 2017 | 2019 | 2020 | 2022 |